# Złotlinka halna

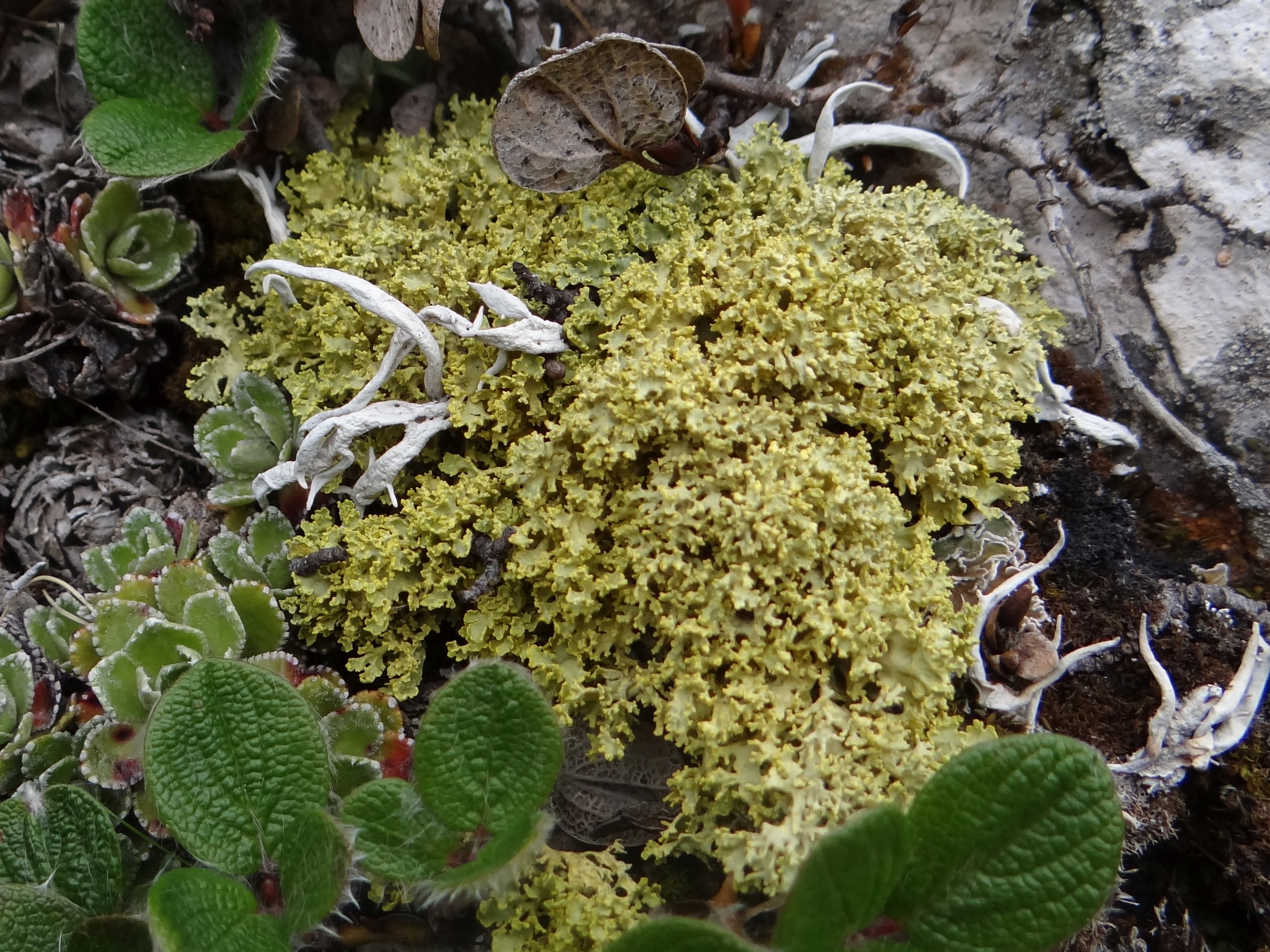
Złotlinka halna, szydlina różowa, skalnica gronkowa i wierzba żyłkowana

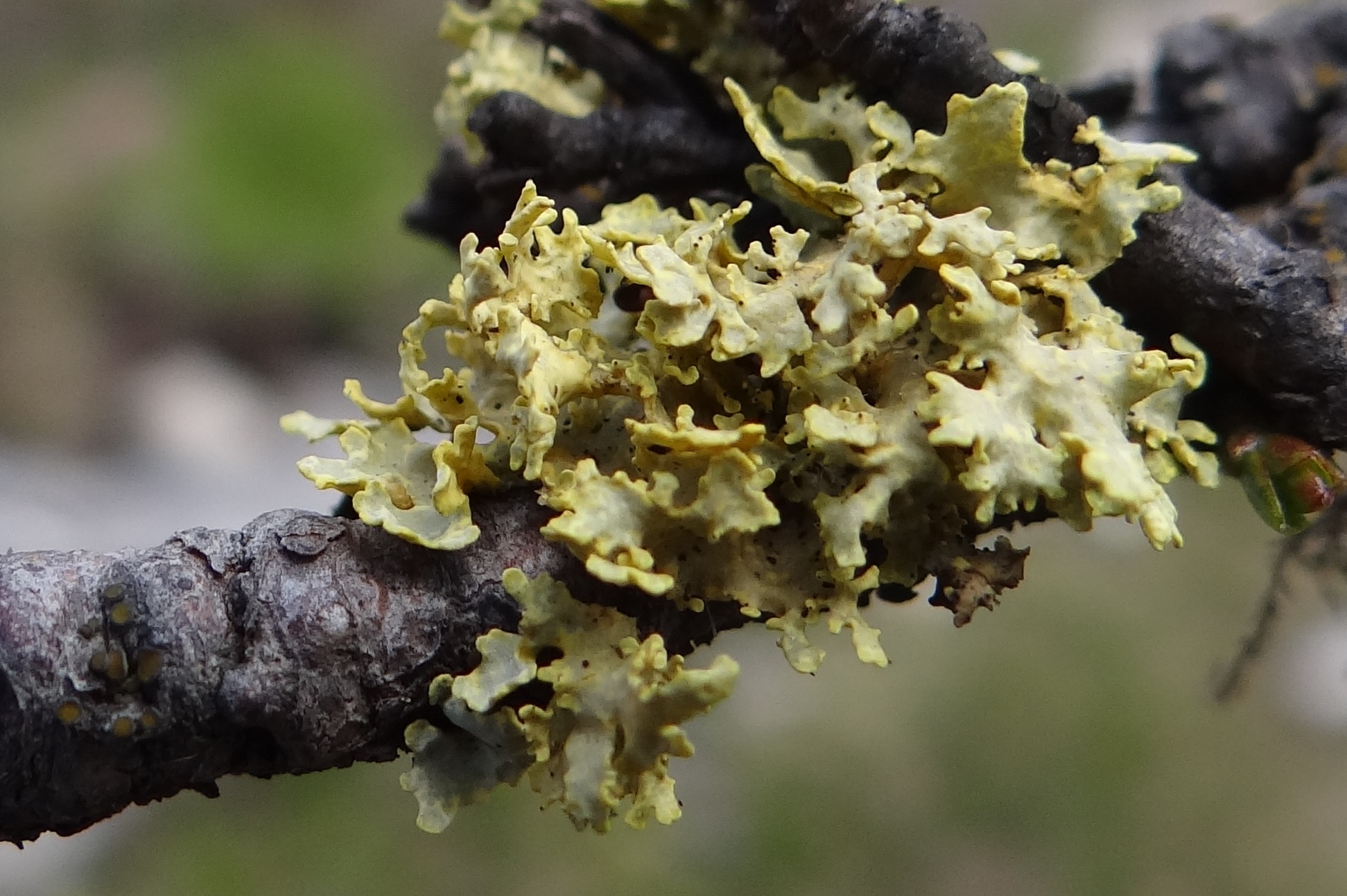
Czasami rośnie także na gałązkach kosodrzewiny

Złotlinka halna, płucnica halna (Vulpicida tubulosus (Schaer.) J.-E. Mattsson & M.J. Lai) – gatunek grzybów z rodziny tarczownicowatych (Parmeliaceae). Ze względu na symbiozę z glonami zaliczany jest do porostów.

## Systematyka i nazewnictwo
Pozycja w klasyfikacji według Index Fungorum:  Vulpicida, Parmeliaceae, Lecanorales, Lecanoromycetidae, Lecanoromycetes, Pezizomycotina, Ascomycota, Fungi.
Po raz pierwszy takson ten opisał w 1836 r. Schaerer jako odmianę Cetraria juniperina (Cetraria juniperina var. tubulosa). Obecną, uznaną przez Index Fungorum nazwę nadali mu w 1993 r. J.-E. Mattsson i M.J. Lai.
Synonimy:
- Cetraria juniperina var. tubulosa Schaer. 1836
- Platysma tubulosa (Schaer.) Zopf 1907

## Morfologia
Plecha drobna, o powierzchni kilku cm2, jasnożółta. Na jej brzegach lub listkach występują zanurzone w plesze pyknidia. Owocniki typu apotecjum występują bardzo rzadko.  

## Występowanie i siedlisko
Występuje w górach i w tundrze w Ameryce Północnej, Europie i Azji. W Europie najdalej sięga na północ w Norwegii (po 67° szerokości geograficznej). W Polsce opisano jego występowanie tylko w Tatrach, ale jest tutaj dość częsty.
Rośnie głównie na ziemi bogatej w wapń, ale czasami także na korze drzew. Występuje na mineralnych glebach i na resztkach roślinnych na podłożu skał wapiennych i na mylonitach. Jest częsty w miejscach wietrznych na trawiastych obszarach wysokogórskich hal bogatych w polodowcowe gatunki roślin. W piśmiennictwie naukowym podano jego występowanie w polskiej części Tatr na wysokości  1650–2307 m n.p.m., natomiast w słowackich Tatrach na wysokości 400-2328 m.

## Gatunki podobne
Podobny i często trudny do odróżnienia jest Vulpicida juniperinus. Złotlinka jaskrawa (Vulpicida pinastri) rośnie na korze drzew i jest łatwa do odróżnienia po jaskrawożółtych soraliach na brzegu plechy.